# Helmut Thöm
Helmut Thöm (* 1939 in Berlin) ist ein deutscher Ingenieur und Hochschullehrer. Er war Professor für Regelungstechnik und Steuerungstechnik an der Hochschule für Angewandte Wissenschaften Hamburg (HAW Hamburg).

## Leben
Thöm bestand 1960 an der Musterschule in Frankfurt am Main sein Abitur, anschließend studierte er in Darmstadt Elektrotechnik. 1976 wurde an der Technischen Universität Darmstadt seine Doktorarbeit (Titel: „Modellbildung für das Kursverhalten von Schiffen“) angenommen. Thöm war beruflich zunächst bei AEG Telefunken tätig, von 1984 bis 2005 hatte er am Fachbereich Maschinenbau und Produktion der Hochschule für Angewandte Wissenschaften Hamburg eine Professur für Regelungstechnik und Steuerungstechnik inne. Während seiner wissenschaftlichen Laufbahn weilte Thöm zeitweilig als Gastdozent in Schanghai und St. Petersburg.
Von 1984 bis 1988 war er Vorsitzender des SC Rist Wedel. Thöm gehörte 1987 zu den Gründungsmitgliedern des Freundeskreises Maschinenbau und Produktion Berliner Tor e.V. und war von 1987 bis 1993 als stellvertretender Vorsitzender im Vorstand des Vereins vertreten. Thöm, der noch mit über 78 Jahren Sportarten wie Kitesurfen, Snowboarding, Tennis und Basketball betrieb, war in seinem Wohnort Wedel für die FDP in der Lokalpolitik tätig, unter anderem als Ratsherr und Vorstandsmitglied des FDP-Ortsverbands.